# در آزادی تصور شد
در آزادی تصور شد (به انگلیسی: Conceived in Liberty) کتاب پنج جلدی نوشته موری روتبارد دربارهٔ تاریخ ایالات متحده آمریکا از دوران پیش از استعمار تا انقلاب آمریکا است.

## خلاصه
در این اثر نزدیک به ۱۷۰۰ صفحه ای، روتبارد بیان می‌کند که تاریخ ایالات متحده با انگیزه مردم برای دستیابی به آزادی بوده که به اعتقاد او دائماً توسط قدرت سیاسی تهدید می‌شد. روتبارد متفکران راست که انقلاب آمریکا را رویدادی «محافظه‌کار» می‌دانند و سایر متفکران چپ که آن را نوعی قیام سوسیالیستی اولیه می‌داند، در تضاد قرار می‌دهد. در عوض، روتبارد بیان می‌کند که این دوره را به عنوان دوران رادیکالیسم آزادیخواهانه می‌بیند.
روتبارد می‌گوید که انقلابیون آمریکا به دو اردوگاه سقوط کردند: اولین اردوگاه کسانی بودند که می‌خواستند دستگاه دولتی امپراتوری بریتانیا را در مستعمرات نابود کنند. اردوگاه دیگر می‌خواست امپراتوری را حفظ کند ولی آمریکایی‌ها آن را اداره کنند. منظور روتبارد از اردوگاه دوم کسانی بودند که می‌خواستند دستگاه دولتی را می‌توان به عنوان نهاد متمرکز پادشاهی مثل ارتش، مالیات، تأسیس کلیسا، مقررات تجاری و موانع تجاری، کنترل توسعه زمین، بانکداری، بدهی‌های دولتی و غیره تعریف کنند.
راثبارد معتقد بود که اولین اردوگاه، اردوگاه آزادیخواهانه تر و ضد فدرالیستی بود که با جفرسون و جکسون مرتبط بود. اردوگاه دوم اردوگاه متمرکز فدرالیستی بود که با همیلتون و بعداً ویگ‌ها مرتبط بود. آن‌ها احساس می‌کردند که در دستان درست، قدرت دولت متمرکز می‌تواند در خدمت منافع عمومی باشد، منافعی که کاملاً با منافع آنها منطبق است. تضاد این دو جناح بخش دیگری از درک انقلاب، نتیجه آن و جنبه‌های محافظه کارانه و رادیکال آن است.